# La Femme au gardénia
Pour le film de John Cromwell sorti en 1933, voir La Femme aux gardénias.
Pour plus de détails, voir Fiche technique et Distribution.
La Femme au gardénia (The Blue Gardenia) est un film américain réalisé par Fritz Lang, sorti en 1953.
Il s'agit d'une adaptation de la nouvelle Gardenia de Vera Caspary.

## Synopsis
A Santa Monica (Californie), Norah Larkin est une jolie opératrice de téléphone qui attend avec impatience le retour de John, un soldat engagé en Corée avec lequel elle doit se marier. Le soir de son anniversaire, elle reçoit une lettre de John lui apprenant qu'il rompt avec elle, s'étant épris entre-temps d'une infirmière. En larmes, elle répond à un appel téléphonique de Harry Prebble, un dessinateur séducteur, qui la confond avec sa colocataire Crystal et l'invite à dîner. Déprimée, Norah accepte le rendez-vous au Blue Gardenia. Harry, qui aime les jolies femmes, ne se laisse pas démonter par son erreur et dîne avec Norah. Il saoule la jeune femme avant de l'emmener à son appartement où il tente d'abuser d'elle. Norah résiste et le frappe avec un tisonnier avant de s'enfuir, laissant derrière elle ses chaussures et un gardénia bleu que Harry lui avait offert au restaurant. Le lendemain matin, Norah est incapable de se souvenir de ce qui s'est passé. Elle apprend que Harry a été assassiné et est persuadée qu'elle est l'auteur du crime.
Casey Mayo, journaliste, décide d'enquêter en parallèle de la police. Il publie une lettre dans son journal invitant "Blue Gardenia", surnom de la meurtrière, à le contacter. Norah, rongée par la peur et le remords, lui téléphone puis le rencontre, mais en se présentant comme une amie de la meurtrière qui se serait confiée à elle. Mais la police surveille Mayo et arrête Norah lors de leur deuxième entrevue. Persuadée que Norah n'est pas coupable - et amoureux d'elle - Mayo poursuit son enquête et parvient à remonter jusqu'à une maitresse délaissée de Prebble, qui avoue s'être rendue chez Prebble après Norah, et avoir tué Prebble qui refusait de lui accorder le mariage. Norah est libérée, et son histoire d'amour avec Mayo peut débuter.

## Analyse
S'il s'inscrit dans la tradition classique du film noir américain, le film de Fritz Lang propose, par contraste avec le point de vue masculin qui domine habituellement dans ce genre cinématographique, un discours féminin qui met en lumière l'aliénation des femmes et les préjugés que le film noir véhicule traditionnellement à l'égard de ses personnages féminins, notamment à travers la figure stéréotypée de la "femme fatale".

## Fiche technique
- Titre français : La Femme au gardénia
- Titre original : The Blue Gardenia
- Réalisation : Fritz Lang
- Scénario : Charles Hoffman, d'après le récit de Vera Caspary
- Musique : Raoul Kraushaar
- Photographie : Nicholas Musuraca
- Montage : Edward Mann
- Direction artistique : Charles D. Hall
- Pays d'origine : États-Unis
- Format : noir et blanc
- Genre : film noir
- Durée : 86 minutes
- Date de sortie : 23 mars 1953
- Affiche : Boris Grinsson (France)

## Distribution
- Anne Baxter : Norah Larkin
- Richard Conte : Casey Mayo
- Ann Sothern : Crystal Carpenter
- Raymond Burr : Harry Prebble
- Jeff Donnell : Sally Ellis
- Richard Erdman : Al
- George Reeves : capitaine Sam Haynes
- Ruth Storey : Rose Miller
- Ray Walker : Homer
- Nat "King" Cole : lui-même

Acteurs non crédités :
- Dolores Fuller : la fille dans le bar
- William Haade : le patrouilleur Hopper
- Celia Lovsky : May, la vendeuse de fleurs
- Hugh Sanders : le rédacteur en chef du Chronicle
- Almira Sessions : une femme de ménage
- Robert Shayne : un docteur

## Inclus en bonus
- Upswept Hare, court-métrage d'animation des Looney Tunes.